# بلدای
بلدای (به لاتین: Baladay) یک منطقهٔ مسکونی در افغانستان است که در ولایت قندهار واقع شده‌است.